# みんなのand
みんなのandは、GoogleのCM用オリジナル曲。2014年にAndroidのCMとして用いられた。同様のコンセプトで、北米版CMも制作された。

## 概要
- AndroidのCMオリジナル曲で、一般向けリリースが行われていない。
- CMでは、「みんな違うから、世界は楽しい」と言うキャッチフレーズが使われている。
- 作曲は、リップスライム(RIP SLYME)の竹内文也(DJ FUMIYA)が担当した。
- 作詞と歌唱は、女優兼シンガーソングライターの椎名琴音が担当している。
- このAndroidのCMには、BABYMETAL、楳図かずお、蜷川実花、町浩輔、篠原有司男、上原ひろみ等の著名人が出演している。